# Vlag van Courcelles
De vlag van Courcelles is op onbekende datum bij raadsbesluit vastgesteld als de vlag van de Henegouwse gemeente Courcelles. De vlag kan als volgt worden beschreven:
Wit met een rode schuinbalk, rechtsboven een zwarte leeuw, geel gekroond, geklauwd en getongd.
De vlag komt overeen met het vlagontwerp van de Raad van Heraldiek en Vexillologie (Frans: Conseil d’héraldique et de vexillologie). De vlag is volledig gebaseerd op het gemeentewapen en ziet er dus helemaal hetzelfde uit.